# Callopistria nervurata
Callopistria nervurata là một loài bướm đêm trong họ Noctuidae.